# Opsidia antillarum
Opsidia antillarum är en tvåvingeart som beskrevs av Thomas Pape 1989. Opsidia antillarum ingår i släktet Opsidia och familjen köttflugor.
Artens utbredningsområde är Puerto Rico. Inga underarter finns listade i Catalogue of Life.